# Turbo lajonkairii
Turbo lajonkairii is een slakkensoort uit de familie van de Turbinidae. De wetenschappelijke naam van de soort is voor het eerst geldig gepubliceerd in 1839 door Deshayes.